# Ферри IV (герцог Лотарингии)

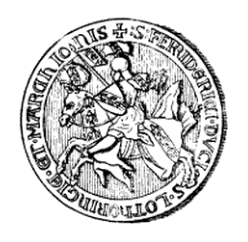
Печать Ферри IV

Ферри IV Борец (фр. Ferry IV le lutteur; 15 апреля 1282, Гондревиль — 21 апреля 1329, Париж) — герцог Лотарингии с 1312 года из династии Шатенуа. Сын Тибо II и Изабеллы де Рюминьи.

## Биография
В октябре 1314 года на выборах германского императора голоса разделились между двумя претендентами: Людвигом Баварским и Фридрихом Габсбургом. Южная Германия стала ареной военных действий. Ферри IV поддерживал Фридриха Габсбурга — брата своей жены. В битве при Мюльдорфе (1322) их войска потерпели поражение, а сами они попали в плен. Вскоре при посредничестве французского короля Карла IV Ферри был освобождён в обмен на обещание больше не вмешиваться в имперские дела.
В 1324 году он участвовал в проходившем под руководством Карла Валуа походе в Гиень против короля Англии. В 1324—1326 годах принимал участие в «войне четырёх сеньоров» (Guerre des quatre seigneurs) против города Мец. После смерти Карла IV стал близким союзником нового короля Филиппа VI, вместе с которым участвовал в битве при Касселе.

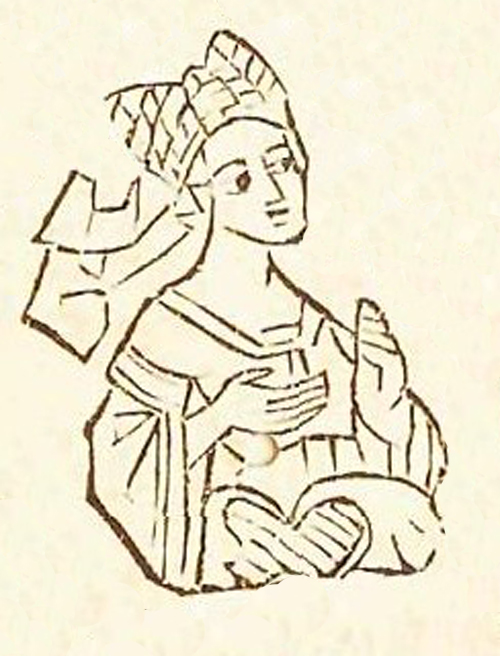
Елизавета Австрийская, рисунок 15 века

## Семья
В 1304 году Ферри женился на Елизавете Австрийской (1285—1352), дочери Альбрехта I Габсбургского и Елизаветы Горицийской. Дети:
- Рауль (1320—1346), герцог Лотарингии
- Маргарита, мужья: Жан де Шалон, сеньор д’Оберив (ум. 1350), затем граф Конрад фон Фрайбург, затем Ульрих фон Раппольтштайн.

Четверо других их детей умерли в детстве.